# Windmill Bight Provincial Park
Windmill Bight Provincial Park är en provinspark i Newfoundland och Labrador i Kanada. Den ligger i kommunen Lumsden på Newfoundlands nordöstra kust, omkring 20 mil från provinshuvudstaden St. John's. 
I parken finns stränder med sanddyner och våtmarker med många flyttfåglar. Intill provinsparken finns en campingplats som tidigare var en del av parken, men som privatiserades 1997.